# 메세나폴리스몰
메세나폴리스몰(영어: Mecenat Polis Mall)은 대한민국 서울특별시 마포구 서교동에 위치한 복합 쇼핑몰이다. 메세나폴리스몰은 단지 내에 있는 쇼핑몰로 2013년에 개장하였으며, 현재 홈플러스, 롯데시네마, 여러 음식점 및 상점이 입주해있다. 드라마 최고의 한방 촬영지로 유명하다.

## 교통
- ● 서울 지하철 2호선 - 합정역
- ● 서울 지하철 6호선 - 합정역